# Trogatha poecilota
Trogatha poecilota är en fjärilsart som beskrevs av Turner 1908. Trogatha poecilota ingår i släktet Trogatha och familjen nattflyn. Inga underarter finns listade i Catalogue of Life.